# Fillár István (színművész, 1965)
Ifj. Fillár István (Miskolc, 1965. december 21. –) Jászai Mari-díjas magyar színész, a Pesti Magyar Színház tagja.

## Életpályája
Édesapja Fillár István, színész, akitől sokat tanult, akárcsak Székely Istvántól és Mezei Évától, a Pinceszínház rendezőjétől, Márkus Lászlótól, Bodor Tibortól, vagy Kéry Gyulától, a „pesti Madách légköréből”. Első meghatározó színházi élményét az Arany János Színháznak köszönheti.
A Madách Imre Gimnáziumba járt irodalom-dráma tagozatra. Érettségi után elsőre felvették a Színház- és Filmművészeti Főiskolára, ahol Szirtes Tamás osztályában, 1989-ben végzett. Hívták Egerbe és Pécsre is. Lengyel György invitálására 1989-ben szerződött a Pécsi Nemzeti Színházhoz, melynek 2007-ig volt tagja. Művészi munkájának elismeréseként kapott Nívódíjat, elnyerte a Budapesti Tavaszi Fesztivál díját, és a Pécsi Nemzeti Színház közönségdíját (a BAT-díjat - "Az évad legjobb előadóművészi alakítása" elnevezéssel), háromszor is. 2005-ben Jászai Mari-díjjal tüntették ki.
2007 őszétől a Pesti Magyar Színház társulatának művésze.
Vendégművészként játszott többek között a Gyulai Várszínház, a Pécsi Harmadik Színház, a József Attila Színház produkcióiban.
Színészi munkája mellett régóta zenél. 2009-től a Pesti Magyar Színház színészzenekarának, a Harmadik Figyelmeztetésnek a szólógitárosa. Ő szerezte a Noé című rockopera zenéjét. Sokoldalúságáról tanúskodik, hogy a Romeo és Júlia, és a Vízkereszt előadások vívó jeleneteit ő tanította be, de játékmesterként is dolgozott már. Tagja a Magyar Színészek Országos Szakszervezetének, a Vadászkamarának és a Szabadszentkirályi és környéki gazdák vadásztársaságának.
Első felesége Bazsó Gabriella táncművész, gyermekeik: Anna (1995) és Csongor (1999). Élettársa: Sztankay Orsolya színésznő, gyermekük: Frigyes (2013).

## Színházi szerepei
| A Színházi adattárban regisztrált bemutatóinak száma: 99.                                                             | A Színházi adattárban regisztrált bemutatóinak száma: 99. | A Színházi adattárban regisztrált bemutatóinak száma: 99. | A Színházi adattárban regisztrált bemutatóinak száma: 99.     | A Színházi adattárban regisztrált bemutatóinak száma: 99. |
| Szerző | A darab címe                                              | Bemutató dátuma                                           | Színház                                                       | Játszott szerep                                           |
| --- | --------------------------------------------------------- | --------------------------------------------------------- | ------------------------------------------------------------- | --------------------------------------------------------- |
| Georges Feydeau | Bolha a fülbe                                             | 1988.                                                     | Színház- és Filmművészeti Főiskola Ódry Színpad               | Étienne                                                   |
| Szép Ernő | Vőlegény                                                  | 1988.                                                     | Színház- és Filmművészeti Főiskola Ódry Színpad               | Zoli, Papa és Anya gyermeke                               |
| William Shakespeare                                                                                                   | Vízkereszt, vagy amit akartok                             | 1989.                                                     | Színház- és Filmművészeti Főiskola Ódry Színpad               | Nemes Keszeg Andor                                        |
| John-Michael Tebelak                                                                                                  | Godspell avagy Isteni játék                               | 1989.                                                     | Pécsi Nemzeti Színház                                         | Stephen                                                   |
| Georges Feydeau | Bolha a fülbe                                             | 1989.                                                     | Pécsi Nemzeti Színház                                         | Camille                                                   |
| Václav Havel | A leirat                                                  | 1990.                                                     | Pécsi Nemzeti Színház Szobaszínháza                           | Zdenek Masát, a fordítóiroda-vezető                       |
| Joe Orton | Az ejnye-bejnye kórus                                     | 1990.                                                     | Pécsi Nemzeti Színház                                         | Crispin                                                   |
| Szép Ernő | Vőlegény                                                  | 1990.                                                     | Pécsi Nemzeti Színház                                         | Zoli                                                      |
| Márai Sándor | Kaland                                                    | 1991.                                                     | Pécsi Nemzeti Színház                                         | Újságíró                                                  |
| Peter Shaffer | Vígjáték sötétben                                         | 1991.                                                     | Pécsi Nemzeti Színház Stúdiószínház                           | Brindsley                                                 |
| Paul Foster | Színezüst csehó                                           | 1991.                                                     | Pécsi Nyári Színházi Esték                                    | Jude                                                      |
| W. Shakespeare | Szentivánéji álom                                         | 1991.                                                     | Pécsi Nemzeti Színház                                         | Lysander                                                  |
| Szilágyi László | Mária főhadnagy                                           | 1991.                                                     | Pécsi Nemzeti Színház                                         | Zwikli                                                    |
| Mihail Afanaszjevics Bulgakov                                                                                         | Optimista komédia                                         | 1992.                                                     | Pécsi Nemzeti Színház                                         | Babel                                                     |
| Tennessee Williams | Üvegfigurák                                               | 1992.                                                     | Pécsi Nemzeti Színház Stúdiószínház                           | Jim                                                       |
| Alfred Grünwald | Marica grófnő                                             | 1992.                                                     | Pécsi Nemzeti Színház                                         | Zsupán Kálmán                                             |
| Zoran Juranić | Fritz i pjevačica                                         | 1993.                                                     | Pécsi Horvát Színház                                          | Erdődy                                                    |
| Alfred Grünwald, Fritz Löhner-Beda                                                                                    | Bál a Savoyban                                            | 1993.                                                     | Pécsi Nemzeti Színház                                         | Musztafa bey                                              |
| Alexandre Dumas, Várady Szabolcs                                                                                      | A három testőr                                            | 1994.                                                     | Pécsi Nemzeti Színház                                         | II. Játékvezető                                           |
| Valerij Brjuszov, Bódy Gábor                                                                                          | A tüzes angyal                                            | 1994.                                                     | Pécsi Nemzeti Színház Kamaraszínháza                          | Inkvizítor                                                |
| Christopher Durang | A fürdővízzel együtt                                      | 1994.                                                     | Pécsi Nemzeti Színház Kamaraszínháza                          | John                                                      |
| Fejes Endre | Jó estét nyár, jó estét szerelem                          | 1995.                                                     | Pécsi Nemzeti Színház                                         | Fiú                                                       |
| Vadnay László | A csúnya lány                                             | 1994.                                                     | Pécsi színészekből alakult társulat                           |                                                           |
| Siegfried Geyer | Gyertyafénykeringő                                        | 1995.                                                     | Pécsi Nemzeti Színház művészei                                | Tölgyfalusy                                               |
| Miguel de Cervantes Saavedra, Dale Wasserman                                                                          | La Mancha lovagja                                         | 1995.                                                     | Pécsi Nemzeti Színház                                         | Borbély                                                   |
| Bakonyi Károly | Mágnás Miska                                              | 1995.                                                     | Pécsi Nemzeti Színház                                         | Miska                                                     |
| Németh Ákos | Müller táncosai                                           | 1996.                                                     | Pécsi Nemzeti Színház Stúdiószínháza                          | Horváth Feri                                              |
| Joseph Kesselring | Arzén és levendula                                        | 1996.                                                     | Pécsi Nemzeti Színház Kamaraszínháza                          | Rooney                                                    |
| W. Shakespeare | Julius Caesar                                             | 1996.                                                     | Pécsi Nemzeti Színház Kamaraszínháza                          | Cassius                                                   |
| Békeffi István | Rigó Jancsi                                               | 1997.                                                     | Pécsi Nemzeti Színház                                         | Ficsúr                                                    |
| Bohumil Hrabal, Ivo Krobot                                                                                            | Szigorúan ellenőrzött vonatok                             | 1997.                                                     | Pécsi Nemzeti Színház Kamaraszínháza                          | Hubicka                                                   |
| Miro Gavran | Freud doktor páciense                                     | 1997.                                                     | Pécsi Nemzeti Színház                                         | Hitler                                                    |
| Babay József | Három szegény szabólegény                                 | 1996.                                                     | Pécsi Harmadik Színház                                        |                                                           |
| Szigligeti Ede | Liliomfi                                                  | 1997.                                                     | Gyulai Várszínház Tószínpad                                   |                                                           |
| Bengt Ahlfors | Színházkomédia                                            | 1997.                                                     | Pécsi Nemzeti Színház Kamaraszínháza                          | Benedek                                                   |
| Székely János | Caligula helytartója                                      | 1997.                                                     | Pécsi Nemzeti Színház Kamaraszínháza                          | Petronius                                                 |
| Leo Stein, Bela Jenbach                                                                                               | Csárdáskirálynő                                           | 1998.                                                     | Pécsi Nemzeti Színház                                         | Bóni                                                      |
| Agatha Christie | Az egérfogó                                               | 1998.                                                     | Pécsi Nemzeti Színház                                         | Christopher Wren                                          |
| Csukás István | Ágacska                                                   | 1997.                                                     | Pécsi Harmadik Színház                                        | Berci béka                                                |
| Dobozy Imre | A tizedes meg a többiek                                   | 1998.                                                     | Pécsi Nemzeti Színház Kamaraszínháza                          | Albert                                                    |
| W. Shakespeare | Othello                                                   | 1998.                                                     | Pécsi Nemzeti Színház                                         | Jago, Othello zászlótartója                               |
| Molnár Ferenc, Török Sándor                                                                                           | A Pál utcai fiúk                                          | 1999.                                                     | Pécsi Nemzeti Színház Kamaraszínháza                          | Boka                                                      |
| Martos Ferenc | Gül Baba                                                  | 1999.                                                     | Pécsi Nemzeti Színház                                         | Mujkó, muzsikás cigány                                    |
| Heinrich von Kleist                                                                                                   | Amphitryon                                                | 1999.                                                     | Pécsi Nemzeti Színház Szobaszínház                            | Jupiter                                                   |
| Tim Rice | Jézus Krisztus szupersztár                                | 1999.                                                     | Pécsi Nemzeti Színház                                         | Péter                                                     |
| Ivan Kušan | Galócza                                                   | 1999.                                                     | Pécsi Nemzeti Színház Kamaraszínháza                          | Jovó Sztaniszavievics Galócza, bérgyilkos                 |
| Földes Imre | Viktória                                                  | 2000.                                                     | Pécsi Nemzeti Színház                                         | Jancsi                                                    |
| Julius Brammer, Alfred Grünwald                                                                                       | A cirkuszhercegnő                                         | 2000.                                                     | Pécsi Nemzeti Színház                                         | Tóni, Slukkné fia                                         |
| Füst Milán | A lázadó                                                  | 2000.                                                     | Pécsi Harmadik Színház                                        | Sándor, az író                                            |
| Jókai Mór, Hevesi Sándor                                                                                              | Az arany ember                                            | 2001.                                                     | Pécsi Nemzeti Színház                                         | Kadisa, mérnökkari tiszt                                  |
| Ödön von Horváth | Mesél a bécsi erdő                                        | 2001.                                                     | Pécsi Nemzeti Színház                                         | Alfréd                                                    |
| Tasnádi István | Made in Hungária                                          | 2001.                                                     | József Attila Színház                                         | Rudi                                                      |
| Georg Büchner | Danton halála                                             | 2001.                                                     | Pécsi Nemzeti Színház                                         | Robespierre                                               |
| Böhm György, Horváth Péter, Korcsmáros György, (filmforgatókönyv: Balázs Béla, Radványi Géza)                         | Valahol Európában                                         | 2002.                                                     | Pécsi Nemzeti Színház                                         | Egyenruhás                                                |
| Egressy Zoltán | Sóska, sültkrumpli                                        | 2001.                                                     | Pécsi Harmadik Színház                                        | I. Partjelző (Szappan)                                    |
| Spiró György | Elsötétítés                                               | 2002.                                                     | Pécsi Nemzeti Színház Szobaszínház                            | Barát                                                     |
| Zágon István, Somogyi Gyula                                                                                           | Fekete Péter                                              | 2002.                                                     | Pécsi Nemzeti Színház                                         | Lucien Ouvrier                                            |
| W. Shakespeare | Hamlet, Dánia hercege                                     | 2003.                                                     | Pécsi Nemzeti Színház                                         | Hamlet                                                    |
| W. Shakespeare | Rómeó és Júlia                                            | 2003.                                                     | Pécsi Nemzeti Színház                                         | Mercutio, fiatal nemes, a herceg rokona, Rómeó barátja    |
| Jonathan Larson | Robbanás előtt (Tick, tick...boom)                        | 2003.                                                     | Pécsi Szabadtéri Játékok                                      | Michael                                                   |
| Alan Jay Lerner, George Bernard Shaw, Gabriel Pascal                                                                  | My Fair Lady                                              | 2003.                                                     | Pécsi Nemzeti Színház                                         | Alfred P. Doolittle                                       |
| Luigi Pirandello | IV. Henrik                                                | 2003.                                                     | Pécsi Nemzeti Színház                                         | Belcredi                                                  |
| Anton Pavlovics Csehov                                                                                                | Három nővér                                               | 2004.                                                     | Pécsi Nemzeti Színház Kamaraszínháza                          | Versinyin                                                 |
| Alina Nelega | Rudolf Hess tíz parancsolata                              | 2004.                                                     | Pécsi Nemzeti Színház Stúdiószínház                           | Rudolf Hess                                               |
| Vajda Katalin | Anconai szerelmesek                                       | 2004.                                                     | Pécsi Szabadtéri Játékok; Pécsi Nemzeti Színház Kamaraszínház | Luigi del Soro, vándormuzsikus                            |
| Edmond Rostand | Cyrano de Bergerac                                        | 2004.                                                     | Pécsi Nemzeti Színház                                         | Cyrano de Bergerac                                        |
| Szép Ernő | Patika                                                    | 2004.                                                     | Pécsi Nemzeti Színház                                         | Papp Ferke                                                |
| Nyikolaj Vasziljevics Gogol                                                                                           | Háztűznéző                                                | 2009.                                                     | Magyar Színház                                                | Podkoljoszin                                              |
| Karl Gutzkow | Uriel Acosta                                              | 2005.                                                     | Pécsi Nemzeti Színház                                         | De Silva, Judit nagybátyja                                |
| Valla Attila, Szikora Róbert, (rajzfilm: Nepp József, film: Ternovszky Béla)                                          | Macskafogó                                                | 2005.                                                     | Pécsi Nemzeti Színház                                         | Grabowski                                                 |
| John-Michael Tebelak                                                                                                  | Godspell                                                  | 2005.                                                     | Pécsi Nemzeti Színház, Kamaraszínház                          |                                                           |
| W. Shakespeare | Vízkereszt, vagy bánom is én                              | 2006.                                                     | Pécsi Nemzeti Színház                                         | Vitéz Böföghy Tóbi, Olivia rokona                         |
| Valla Attila, Szikora Róbert, (rajzfilm: Nepp József, film: Ternovszky Béla)                                          | Macskafogó                                                | 2006.                                                     | Magyar Színház                                                | Grabowski                                                 |
| John Robert Fowles, Korognai Károly                                                                                   | A francia hadnagy szeretője                               | 2007.                                                     | Pécsi Nemzeti Színház Kamaraszínház                           | Charles                                                   |
| Tamási Áron, Pozsgai Zsolt                                                                                            | Ábel                                                      | 2007.                                                     | Magyar Színház                                                | Garmada, zsidó fogorvos                                   |
| Örkény István | Tóték                                                     | 2007.                                                     | Pécsi Harmadik Színház                                        | Az Őrnagy                                                 |
| Jean Anouilh | Becket, vagy Isten becsülete                              | 2007.                                                     | Magyar Színház                                                | A pápa                                                    |
| Szigligeti Ede | Liliomfi                                                  | 2007.                                                     | Magyar Színház                                                | Szilvai Tódor, professzor                                 |
| Lars von Trier (film), Guelmino Sándor, Gecsényi Györgyi                                                              | Hullámtörés                                               | 2008.                                                     | Magyar Színház Sinkovits Imre Színpad                         | Jan Nyman                                                 |
| Georges Feydeau | Fel is út, le is út                                       | 2008.                                                     | Magyar Színház                                                | Cheuneviette                                              |
| Bertolt Brecht | A szecsuáni jó ember                                      | 2009.                                                     | Magyar Színház                                                | Isten                                                     |
| Guy Bolton, P.G. Woodhouse, Howard Lindsay, Russel Crouse, Cole Porter, Timothy Crouse, John Weidman                  | Mi jöhet még?!                                            | 2008.                                                     | Ferencvárosi Nyári Játékok; Magyar Színház                    | Első tiszt                                                |
| Háy János | Házasságon innen, házasságon túl                          | 2008.                                                     | Magyar Színház Sinkovits Imre Színpad                         | Pszichológus (Jóska)                                      |
| Edmond Rostand | Cyrano de Bergerac                                        | 2009.                                                     | Magyar Színház                                                | Guiche gróf                                               |
| Joseph Kesselring | Arzén és levendula                                        | 2010.                                                     | Magyar Színház                                                | O'Hara, felügyelő                                         |
| David Gieselmann | Kolpert úr                                                | 2010.                                                     | Magyar Színház Sinkovits Imre Színpad                         | Bastian Mole                                              |
| Federico Fellini (filmforgatókönyv), Ennio Flaiano, Tullio Pinelli, Neil Simon                                        | Cabiria éjszakái - Sweet Charity                          | 2010.                                                     | Magyar Színház                                                | Vittorio Vidal                                            |
| Alexandre Dumas, Kiss Csaba                                                                                           | A kaméliás hölgy                                          | 2010.                                                     | Magyar Színház                                                | Duval, Armand apja                                        |
| Georges Feydeau | Osztrigás Mici                                            | 2011.                                                     | Magyar Színház                                                | Petypon doktor                                            |
| Berg Judit | Rumini                                                    | 2011.                                                     | Magyar Színház                                                | Ferritkirály                                              |
| Egressy Zoltán | Sóska, sültkrumpli                                        | 2012.                                                     | Újpest Színház                                                | Szappan, partjelző                                        |
| Füst Milán | Catullus                                                  | 2013.                                                     | Magyar Színház Sinkovits Imre Színpad                         | Metellus                                                  |
| Kosztolányi Dezső, Réczei Tamás                                                                                       | Nero, a véres költő                                       | 2013.                                                     | Magyar Színház                                                | Claudius; Terpnus; Otho; Domitius                         |
| Heinrich von Kleist, Tasnádi István                                                                                   | Közellenség                                               | 2013.                                                     | Magyar Színház                                                | Várnagy és János Frigyes fejedelem                        |
| James Lapine, Stephen Sondheim, Galambos Attila                                                                       | Vadregény                                                 | 2014.                                                     | Magyar Színház                                                | Mesélő és Titokzatos Ember                                |
| Molnár-Keresztyén Gabriella, Alekszandr Szergejevics Puskin                                                           | Anyegin                                                   | 2014.                                                     | Magyar Színház Sinkovits Imre Stúdiószínpad                   | Anyegin                                                   |
| Arnold Wesker, Lőrinczy Attila                                                                                        | A konyha                                                  | 2015.                                                     | Magyar Színház                                                | Paul                                                      |
| Carlo Goldoni, Török Tamara                                                                                           | Chioggiai csetepaté                                       | 2015.                                                     | Magyar Színház                                                | Vicenzo, kereskedő                                        |
| Richard Rodgers, Oscar Hammerstein, Howard Lindsay, Russel Crouse, Maria Augusta von Trapp, Bátki Mihály, Fábri Péter | A muzsika hangja                                          | 2015.                                                     | Magyar Színház                                                | Georg von Trapp kapitány (szerepkettőzés)                 |

### Jelenleg játszott szerepei
Az utolsó módosítás ebben a szakaszban:  2016. január 20., 16:46 (CET)
A Pesti Magyar Színházban:
- Berg Judit: Rumini - FERRITKIRÁLY
- Janikovszky Éva: Égigérő fű - BRENNER OSZKÁR, A SZENESEMBER
- Carlo Goldoni, Török Tamara: Chioggiai csetepaté - VICENZO, kereskedő[4]
- Arnold Wesker: A konyha - PAUL[5]
- Richard Rodgers, Oscar Hammerstein, Howard Lindsay, Russel Crouse, Maria Augusta von Trapp, Bátki Mihály, Fábri Péter: A muzsika hangja - GEORG VON TRAPP KAPITÁNY
- Dobozy Imre: A tizedes meg a többiek - GÁLFY[6]

Vendégművészként:
- Albert Camus: Caligula − Senectus (Aranytíz Kultúrház)[7][8]

## Filmes szerepei
- 1989, Kölcsey (mozifilm)
- 1993-2001, Kisváros (sorozat) - Hadik Imre alhadnagy/hadnagy/százados
- 2001, Kérnék egy kocsit (sorozat)
- 2003, Maksavízió (szórakoztató műsorsorozat, epizód: 4)[9]
- 2008, Tűzvonalban (sorozat) - Miller István százados
- 2012, Munkaügyek (sorozat) - Vincze
- 2012, 2018[forrás?] Jóban Rosszban - (Takács) Baranyai Sándor, Dr. Nyilas András[forrás?]
- 2013, Hacktion: Újratöltve (sorozat) - Borbás
- 2014, Végzős kezdők (sorozat)[10]
- 2018, A merénylet – Gualducci[11]
- 2018–2019 Barátok közt - Ábrahám Ervin (Miguel Cortez)
- 2019, Jófiúk (sorozat) - Árpád, a műkincsgyűjtő
- 2019, Drága örökösök (sorozat) - kórházigazgató/etikai bizottság elnöke
- 2019, Mintaapák (sorozat) - Dr. Szirtes László
- 2020, Bátrak földje (sorozat) - Sümeghy Tibor
- 2021, Doktor Balaton (sorozat) - ügyvéd
- 2021, Keresztanyu (sorozat) - Bóbita István
- 2022, Pacsirta (film) - Szunyogh Béla
- 2022, Hotel Margaret (sorozat) - Pénzügyi igazgató
- 2022, A Séf meg a többiek (sorozat) - Ellenőr
- 2025, A renitens (sorozat) - Lóránd

## Díjai, elismerései
- 1993: Szendrő József-díj
- 1997: Őze Lajos-díj
- 1999: Pécs Város Nívódíja
- 1999: Kálmán Imre-emlékplakett
- 1998, 2003, 2006: BAT-díj (Pécsi Nemzeti Színház közönségdíja)
- 2000: Budapesti Tavaszi Fesztivál díj
- 2005: Jászai Mari-díj
- 2008: Főnix díj
- 2013: Farkas–Ratkó-díj[12]
- 2023: Agárdy-emléklánc
- Hubertus Kereszt bronz fokozat